# Concurrentiekrachtmodel
Volgens het concurrentiekrachtmodel van Michael Porter vloeit er een concurrentievoordeel voort uit het feit dat een organisatie tegen lagere kosten dan de concurrentie kan produceren, of door het creëren van toegevoegde waarde aan producten, waarvoor de consument extra wil betalen.
Porter analyseerde de concurrentieomgeving volgens de bedrijfstak waarin de onderneming actief is. Binnen de bedrijfstak worden vijf verschillende concurrentiekrachten onderscheden, die de structuur van de bedrijfstak en ook de gemiddelde winstgevendheid van ondernemingen binnen deze tak bepalen. Hierin worden de volgende kranten weergeven: nieuwe toetreders, afnemers, substituten, leveranciers en bedrijfstakconcurrenten.